# 24년

## 연호
- 현한(玄漢) 경시(更始) 2년

## 기년
- 현한(玄漢) 경시제(更始帝) 2년
- 신라(新羅) 남해 차차웅(南解次次雄) 21년 / 유리 이사금(儒理泥師今) 원년
- 고구려(高句麗) 대무신왕(大武神王) 7년
- 백제(百濟) 온조왕(溫祚王) 42년

## 사건
- 신라, 남해 차차웅 세상을 떠남. 유리 이사금 왕의 자리에 오름.

## 사망
- 신라(新羅) 2대 국왕 남해 차차웅(南解次次雄) (기원전 50년~)